# Phil Monckton
Phil Monckton, född den 8 april 1952 i Saint Boniface i Kanada, är en kanadensisk roddare.
Han tog OS-brons i scullerfyra i samband med de olympiska roddtävlingarna 1984 i Los Angeles.